# استرپتوکوک موتانس
استرپتوکوک موتانس، کوکسی گرم مثبت و بی‌هوازی اختیاری است که فلور حفرهٔ دهانی در انسان می‌باشد. این باکتری مهم‌ترین عامل پوسیدگی و کرم خوردگی دندان است. ۲۵ گونه از استرپتوکوک‌های دهانی تاکنون کشف شده‌است. هر یک از این گونه‌ها، جایگاه‌های خاصی از دهان را اشغال می‌کنند. عدم تعادل بین میکروفلور دهانی موجب پیدایش بیماری‌های دهان و دندان خواهد شد.
استرپتوکوک موتانس با تخمیر سوکروز و تولید اسید لاکتیک موجب صدمه به مینای دندان می‌شود. همچنین این باکتری از سوکروز برای ساخت پلاک دندانی استفاده می‌کند. پلاک دندانی از دکستران که نوعی پلی ساکارید است ساخته می‌شود.
رعایت بهداشت دهان و استفاده از مسواک، از رشد باکتری، تشکیل پلاک و پوسیدگی دندان‌ها جلوگیری می‌کند.